# Sensor final de carrera

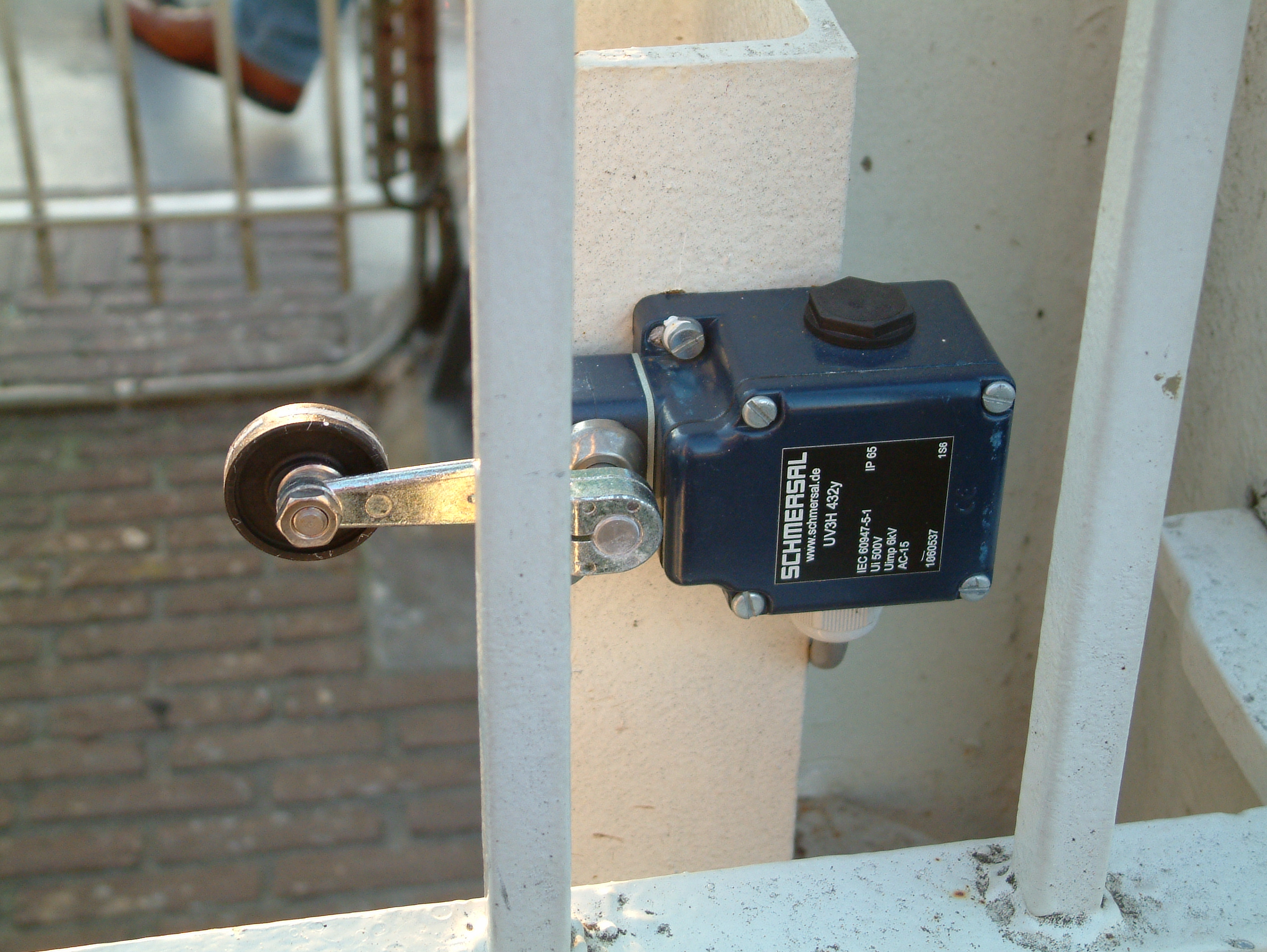
Interruptor final de carrera.

Dentro de los componentes electrónicos, se encuentra el  final de carrera o sensor de contacto (también conocido como "interruptor de límite"), son dispositivos electrónicos, neumáticos o mecánicos situados al final del recorrido o de un elemento móvil, como por ejemplo una cinta transportadora, con el objetivo de enviar señales que puedan modificar el estado de un circuito.
Internamente pueden contener interruptores normalmente abiertos (NA), cerrados (NC) o conmutadores dependiendo de la operación que cumplan al ser accionados, de ahí la gran variedad de finales de carrera que existen en mercado.
Los finales de carrera están fabricados en diferentes materiales tales como metal, plástico o fibra de vidrio.

## Funcionamiento
Estos sensores tienen 2 tipos de funcionamiento: modo positivo y modo negativo.
En el modo positivo el sensor se activa cuando el elemento a controlar tiene una tarea que hace que el eje se eleve y se conecta con el objeto móvil con el contacto NC (normalmente cerrado). Cuando el muelle (resorte de presión) se rompe, el sensor se queda desconectado.
El modo negativo es la inversa del modo anterior, cuando el objeto controlado tiene un saliente que empuje el eje hacia abajo, forzando el resorte de copa y haciendo que se cierre el circuito.

## Ventajas e Inconvenientes
Entre las ventajas encontramos la facilidad en la instalación, la robustez del sistema, es insensible a estados transitorios, trabaja a tensiones altas, debido a la inexistencia de imanes es inmune a la electricidad estática. El económico precio frente a otros sistemas.
Los inconvenientes de este dispositivo son la velocidad de detección y la posibilidad de rebotes en el contacto, además depende de la fuerza de actuación ya que si no llega hasta el final puede hacer falso contacto y llegar a quemarse.

## Modelos
Dentro de los dispositivos sensores de final de carrera existen varios modelos:
- Honeywell de seguridad: Este final de carrera está incorporado dentro de la gama GLS de la empresa Honeywell y se fabrica también en miniatura, tanto en metal como en plástico y madera, con tres conducciones metálicas muy compactas..
- Fin de carrera para entornos peligrosos: Se trata en concreto de un microinterruptor conmutador monopolar con una robusta carcasa de aluminio. Esta cubierta ha sido diseñada para poder soportar explosiones internas y para poder enfriar los gases que la explosión genera en su interior. Este interruptor se acciona mediante un actuador de la palanca externo de rodillo que permite un ajuste de 360°.
- Set crews: Estos tipos de finales de carrera se utilizan para prevenir daños en el sensor provocados por el objeto sensado. Están compuestos por un cilindro roscado conteniendo un resorte con un objetivo de metal el cual es detectado por el sensor inductivo por lo que puede soportar impactos de hasta 20 N sin sufrir daños.

- Datos: Q1340519
- Multimedia: Limit switches / Q1340519